# حي العوينة (اللاذقية)
حي العوينة من أقدم أحياء مدينة اللاذقية في الساحل السوري. يحيط به حي الشيخ ظاهر وشارع الثامن من آذار. يعود سبب تسميته إلى عين ماء اكتشف فيه قديمًا من قبل سكانه على أيام الانتداب الفرنسي على سوريا. يتألف من عدة أسواق أساسية في مدينة اللاذقية وهي: سوق الذهب، سوق التجار، سوق الخضار، سوق العنابة، سوق الزجاج. من أجمل مافيه تعايش السكان من مختلف الأديان جنباً إلى جنب حيث يوجد به جامع العوينة القديم وكنيسة مار نيقولاوس الأثرية.